# Taboão da Serra
Taboão da Serra es un municipio brasileño del estado de São Paulo, localizado en la Microrregión de Itapecerica da Serra de la Región Metropolitana de São Paulo.
Sin fronteras geográficas relevantes con la capital de São Paulo, Taboão da Serra es indistinguible de los barrios de São Paulo con los que limita, como Butantã y Campo Limpo, es decir, es una ciudad conurbada con la capital de São Paulo, una fenómeno cada vez más común en las últimas décadas en las ciudades de la Región Metropolitana de São Paulo. Durante muchos años, la ciudad estuvo dividida entre el perfil de ciudad dormitorio y el de zona industrial.

## Historia
La historia del municipio es relativamente antigua y en algunos aspectos se confunde con la propia historia de la ciudad de São Paulo. En los siglos XVI y XVII la región de Taboão da Serra hacía parte de la ruta de los bandeirantes paulistas que vivían en los arrabales de lo que actualmente es el centro de São Paulo.
Muchos bandeirantes pasaban por Taboão en busca de indígenas para esclavizarlos. Al mismo tiempo, la región servía de ruta tanto para el litoral paulista, como para la región sur de Brasil. Para defender a los indios de los bandeirantes paulistas, algunos jesuitas crearon áreas de protección para los nativos en territorios que actualmente pertenecen a los municipios de Taboão da Serra e Embu das Artes.
El nombre del municipio probablemente viene de la "taboa" (Typha domingensis), planta hidrófila que era fácilmente encontrada cerca del arroyo Pirajuçara]. Y, Serra como homenaje a la ciudad madre (Itapecerica da Serra).
En la región subsistieron diversas aldeas indígenas que fueron destruidas a fines del siglo XIX y comienzos del XX, por los europeos recién llegados, tanto para a posesionarse de las tierras para actividades agrícolas como para construir aldeas.
La separación de Taboão de Itapecerica da Serra y su elevación a la categoría de municipio entró en vigencia el 19 de febrero de 1959.

## Economía
Sin límites geográficos relevantes con la capital paulista, Taboão da Serra no se distingue de los barrios paulistanos limítrofes, como Butantã y Campo Limpo. Por muchos años Taboão se dividió entre el perfil de "ciudad dormitorio" de São Paulo y de localidad industrial.
Hasta mediados de la década de 1990 Taboão mantenía un perfil industrial por su principal actividad económica. El parque industrial de la ciudad, sin embargo, no era suficientemente robusto para absorber toda la mano de obra de Taboão, que se acababa dirigiendo a São Paulo para encontrar empleo. Hacia el 2000 el carácter económico cambió.
Con el encarecimiento de los costos y los problemas de tránsito, muchas industrias abandonaron Taboão da Serra y el municipio pasó a tener características más comerciales, convirtiéndose en polo de atracción de servicios del sudoeste de la Gran São Paulo. Grandes tiendas minoristas como el Grupo Pão de Açúcar, Carrefour, Wal Mart y Nacional Iguatemi (administradora del Shopping Taboão) – efectuaron inversiones que consolidaron un perfil terciario.
La llegada de los grandes almacenes abrió nuevas frentes de empleo. La ciudad pasó a contar con servicios que no existían antes, como salas de cine o supermercados abiertos 24 horas. Eso consolidó a Taboão como polo de atracción de ciudades vecinas – como Embu das Artes e Itapecerica da Serra – y de barrios paulistanos próximos – como o Butantã, Vila Sônia, Portal de Morumbi, Campo Limpo y Capão Redondo. A pesar de este cambio económico, Taboão da Serra aún sufre con los problemas comunes a las áreas periféricas de las grandes ciudades brasileñas.

## Geografía
Localizado en la Región Metropolitana de São Paulo, también conocida como Gran São Paulo, está a oeste de la capital paulista, en la Microrregión de Itapecerica da Serra, también denominada Conisud. La superficie es de aproximadamente 20 km².
Taboão da Serra es el cuarto menor municipio en área geográfica del Estado de São Paulo, detrás apenas de Poá, São Caetano do Sul y Águas de São Pedro.

### Relieve
El relieve del municipio parte de dos unidades geomorfológicas, que son la Provincia del Planalto Atlántico y la Zona del Planalto Paulistano. Como el resto de la Región Metropolitana, Taboão se desarrolló a lo largo de la Cuenca Sedimentaria de São Paulo, con un relieve suave en la parte central, con colinas y áreas de morros cristalinos, como el límite del municipio, donde se localiza la Morraría del Embu. Taboão da Serra está a 747 m s. n. m.

### Clima
El clima en toda la Región Metropolitana está clasificado como tipo "C", o sea, subtropical, caracterizado por fuertes lluvias durante el verano y un invierno seco. La temperatura media anual en Taboão da Serra es de 20 °C.

### Municipios limítrofes
Taboão da Serra limita con São Paulo al oeste; Embu das Artes al sudoeste y tiene una diminuta frontera con Cotia al noroeste.

## Demografía
38% de los habitantes son nacidos en la capital paulista; 23% provienen de municipios de la Gran São Paulo; 20% son de municipios paulistas del interior del estado o sus descendientes; 8% llegaron del sur del país,  principalmente de Paraná y Rio Grande do Sul; 10% son inmigrante o descendientes - principalmente japoneses (15% de los inmigrantes), coreanos, chinos y polacos; mientras que 1% de los habitantes figuran como "otros".
Según el censo son étnicamente:
- Blancos 66,2%
- Amarillos 10,6%
- Pardos 14,4%
- Negros 8,8

## Infraestructura
Educación
Matrículas (2004):
- Primaria: 34.806 matrículas
- Secundaria: 12.330 matrículas

Salud
- Establecimientos: 28
- Camas hospitalarias: 183

Carreteras
- Rodovia Régis Bittencourt (BR-116)